# Föreningen för kvinnans politiska rösträtt i Luleå

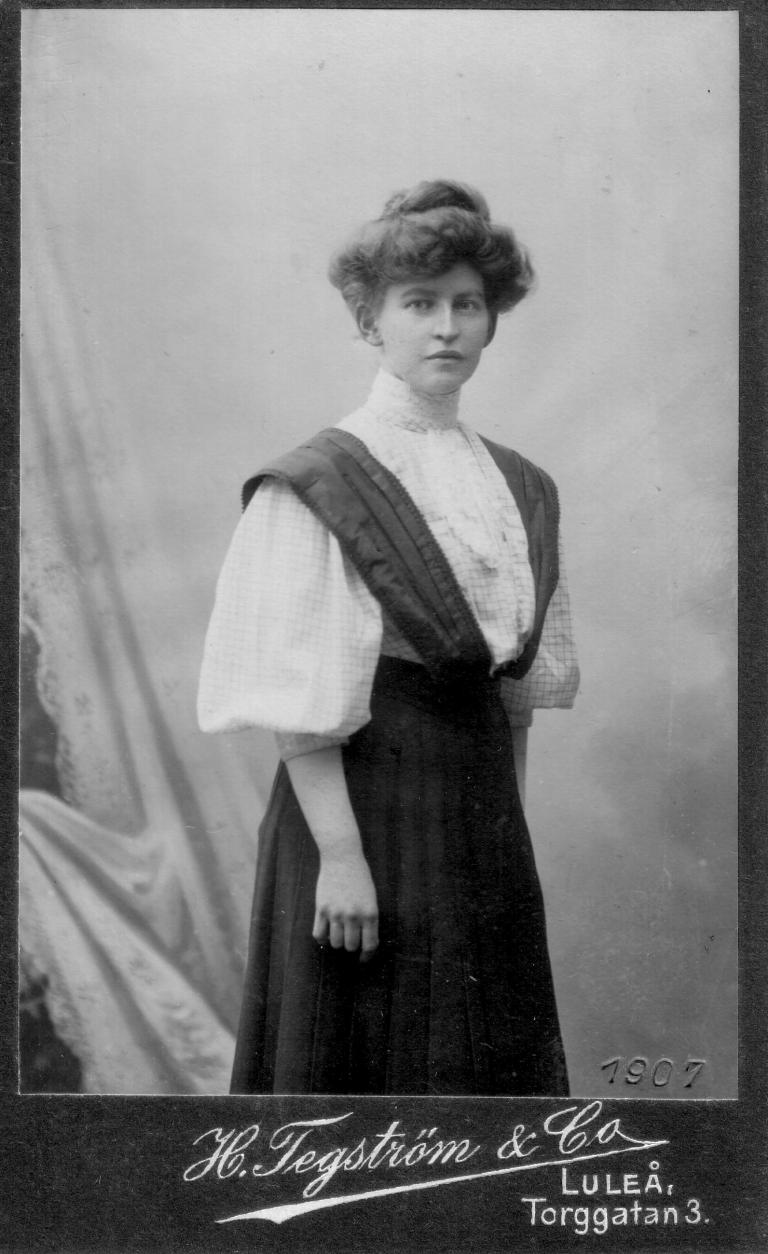
Märta Bucht, 1907.

Föreningen för kvinnans politiska rösträtt i Luleå, även kallad Luleåföreningen för kvinnans politiska rösträtt, var Luleås lokalförening inom Landsföreningen för kvinnans politiska rösträtt (LKPR). Föreningen var verksam lokalt i Luleå 11 juni 1907 – 1919 och arbetade för införandet av kvinnors rösträtt i Sverige.

## Historik
Frågan togs upp offentligt i staden första gången under Ann Margret Holmgrens Norrlandsresa år 1903. Staden hade då redan en kvinnorörelse, då Luleå Fruntimmersförening hade bildats 1857. Besöket beskrevs som en framgång med 40 insamlade namnteckningar till stöd, men  någon förening bildades inte förrän fyra år senare. 
Bland aktiviteterna fanns föredrag, samkväm, insamling av medel och förhandlingar om samarbete med andra organisationer. 
1908 rapporterades: 
"I syfte att påverka goodtemplarna dels att själva verka för kvinnans politiska rösträtt, dels att vid höstens riksdagsmannaval av sina kandidater fordra kraftig medverkan för rösträtt och valbarhet åt Sveriges kvinnor, uppvaktade en av föreningens medlemmar utsedd deputation den 8 juni logerna I. O. G. T. och N. G. T. O. vid deras distriktsmöten. Distriktscheferna svarade, att goodtemplarorden, eftersom den är politiskt neutral, ej kan som korporation arbeta för kvinnans politiska rösträtt, men att orden inom sig hyser en stor skara medlemmar, som sträva för denna och andra samhällsnyttiga reformer. Deputationen, som å båda distriktsmötena erhöll ett synnerligen välvilligt mottagande, passade på att utdela ett par hundra exemplar av uppropet: “Till medlemmar av Sveriges nykterhetsorganisationer [...] Till föreningens verksamhet och mål har lokalpressen ställt sig gillande och sympatisk.".
1910 blev en av dess medlemmar, Siri Holm, Luleås första kvinna i stadsfullmäktige. 
I november 1916 anordnade föreningen två pjäser, "Huru kvinnorna fingo politisk rösträtt" och "En enqnéte i Hades" på Luleå teater, som beskrivs som en framgång. 
Föreningen firade 29–30 oktober 1917 sitt tioårsjubileum med offentliga festligheter inför den "ungefär 400 personer uppgående publiken, bland vilken även ett ganska stort antal män lyste med sin närvaro." 
Kvinnlig rösträtt accepterades av riksdagen 1919 och genomfördes 1921, vilket medförde att både landsföreningen och alla dess lokalföreningar upphörde mellan 1919 och 1921.

## Eftermäle
År 2016 beslutade Luleå kommun att namnge centrala cykelbroar över Lulsundskanalen efter lokala rösträttskvinnor.

## Ordförande
- Hulda Uddenberg, 1907–1909
- Märta Bucht, 1909–1921